# Sean Thompson
Sean Thompson (Nueva Gales del Sur, Australia) es entrenador de snowboard en el equipo de alto rendimiento. La experiencia de Sean es en instrucción, entrenamiento y examen de snowboard. Ha pasado muchos años sobre la nieve en Canadá, Estados Unidos, Japón, Australia y Queenstown, Nueva Zelanda.
Desde el 2005 Sean es un entrenador de snowboard muy conocido y respetado internacionalmente. Es uno de los ocho entrenadores seleccionados para el Programa Acelerador de Entrenadores de High Performance Sport NZ 2016, un curso de desarrollo profesional de tres años muy aclamado. Su conducta tranquila y tranquila combinada con su experiencia técnica han demostrado ser una combinación ganadora y, bajo la dirección de Sean, los snowboarders de Nueva Zelanda Christy Prior, Carlos García Knight, Tiarn Collins y Zoi Sadowski-Synnott han logrado resultados de alto nivel en el Dew Tour, los X Games, el Burton Open y las Copas del Mundo FIS. 
Sean fue nombrado Entrenador del Año de Snow Sports NZ en 2016.